# Женщина, которая ушла
«Женщина, которая ушла» (таг. Ang Babaeng Humayo) — филиппинский драматический фильм, снятый Лавом Диасом. Мировая премьера ленты состоялась 9 сентября 2016 года на Венецианском кинофестивале, где она получила «Золотого льва» за лучший фильм. Фильм рассказывает о женщине по имени Горация Соморостро, для которой жизнь стала невыносимо тяжела и мучительна. По словам режиссёра, сюжет фильма вдохновлён рассказом Льва Толстого «Бог правду видит, да не скоро скажет».

## Сюжет
Горация Соморостро вышла в 1997 году из тюрьмы, куда её посадили за преступление, которое она не совершала. Хотя Соморостро воссоединяется со своей дочерью, она узнаёт, что её муж теперь умер, а её сын пропал без вести. Она поняла, что одна вещь осталась неизменной — власть и привилегии элиты. Это убеждение закрепилось, когда Соморостро узнала, что её бывший богатый любовник Родриго Тринидад был тем, кто обвинил её в преступлении. Она узнаёт, что Тринидад вынужден оставаться в своём доме, как и его друзья, из-за того, что богатых людей стали похищать. Для правящего класса похищения являются самой серьёзной проблемой в истории страны. Соморостро начинает замышлять свою месть в условиях кризиса.

## В ролях
- Чаро Сантос-Консио — Горация Соморостро
- Джон Ллойд Круз — Олланда
- Майкл Де Меса — Родриго Тринидад

## Признание
| Награды и номинации фильма «Женщина, которая ушла» | Награды и номинации фильма «Женщина, которая ушла» | Награды и номинации фильма «Женщина, которая ушла» | Награды и номинации фильма «Женщина, которая ушла» | Награды и номинации фильма «Женщина, которая ушла» | Награды и номинации фильма «Женщина, которая ушла» |
| Год                                                | Кинопремия / Кинофестиваль                         | Категория / Награда                                | Номинант                                           | Результат                                          |                                                    |
| -------------------------------------------------- | -------------------------------------------------- | -------------------------------------------------- | -------------------------------------------------- | -------------------------------------------------- | -------------------------------------------------- |
| 2016                                               | Венецианский кинофестиваль                         | «Золотой лев» за лучший фильм                      | «Женщина, которая ушла»                            | Победа                                             |                                                    |